# 科林斯戰役
科林斯戰役发生于公元前146年，也被称为卢卡佩特拉戰役或莱夫科佩特拉戰役，是罗马共和国与亚该亚同盟在邦聯首府科林斯附近一场决定性會戰。这场战役标志着亞該亞戰爭的结束，同时也标志着罗马统治希腊历史时期的开始，其以罗马人在战争结束后彻底摧毁科林斯而闻名。
战争开始几周以来，罗马軍事行动相當迅速，羅馬軍隊在斯卡菲亞戰役迅速擊敗了亞該亞同盟的主力部隊，征服了玻俄提亞（Boeotia），然后往科林斯進軍。尽管罗马人獲得很大優勢，但亚该亚同盟拒绝投降，并召集了最后一支的军队保卫联盟的首都科林斯，在那里他们与罗马人展開會戰。在几个小时的战斗中，亚该亚人被彻底击溃，他们军队的士兵被殺、俘虏或逃走。经过几天的等待，罗马人进入了这座城市，在穆米乌斯的命令下放火焚烧了它，羅馬軍杀死了城內所有的男人，奴役了所有的妇女和儿童，之后希腊的其他地区都向罗马臣服。

## 背景
在這場被稱為亞該亞戰爭之前，羅馬和亞該亞同盟之間的緊張關係已經持續了幾十年，前148-146年期間由於亞該亞同盟企圖將斯巴達城邦併入邦聯之中，使得與羅馬之間緊張局勢達到了頂點。雙方因這個議題上爆發爭端，亞該亞邦聯和羅馬共和國之間的關係破裂，古羅馬歷史學家狄奧認為是亞該亞人發起了爭議，但羅馬擴張主義、亞該亞煽動主義、或是雙方外交上失敗都是這場戰爭爆發的原因之一。羅馬元老院命令當年執政官之一的盧基烏斯·穆米烏斯率軍從義大利航向希臘去解決亞該亞同盟和其盟友，當艦隊航在中途之時，元老院又命最近在第四次馬其頓戰爭獲得大勝的昆圖斯·凱基利烏斯·梅特盧斯南下，他手上有一支飽受戰鬥洗禮的軍隊，元老院命他從北方的馬其頓直接南下希臘，率先發動軍事行動。

## 戰役前夕
當昆圖斯·凱基利烏斯·梅特盧斯率軍從剛剛成為羅馬馬其頓行省離開後，他在斯卡菲亞戰役擊敗亞該亞統帥邁加洛波利斯的克里圖勞斯所率的主力部隊，亞該亞這場敗戰造成希臘世界極大的恐慌和混亂，讓其他許多希臘城市直接向羅馬投降。然而亞該亞同盟大多數成員，其中尤其是科林斯，他們仍團結在接替克里圖勞斯的新任統帥迪亞厄斯周圍，決定繼續戰爭。為了渡過這困局，亞該亞匆促大量徵兵並沒收富人的家產充作軍資。在斯卡菲亞戰役後，羅馬軍繼續南下玻俄提亞，擊敗亞該亞的該地區的盟友，接收數座城鎮的投降並展現羅馬人的寬容。在成功穿越過玻俄提亞後，羅馬將軍梅特盧斯派人向亞該亞同盟勸降，但被迪亞厄斯回絕了，甚至迪亞厄斯還把親羅馬派、談和派的政治人物逮捕或是殺害。
在前146年，由執政官盧基烏斯·穆米烏斯率領的羅馬軍隊此時抵達希臘，他命梅特盧斯率軍返回馬其頓。自己則在當地聚集可以動用的羅馬兵力共23,000名步兵和3,500名騎兵，這支軍隊可能由兩支羅馬軍團和相對應的義大利盟軍組成，並加上克里特和帕加馬王國盟軍部隊。在這些兵力下，穆米烏斯他繼續往邦聯首府科林斯進軍。此時亞該亞統帥迪亞厄斯正駐軍於科林斯，手上只有14,000名步兵和600名騎兵，這些兵力其中可能還包含斯卡菲亞戰役後殘餘的敗軍。

## 戰鬥
羅馬軍佈署一些義大利附屬部隊做為哨兵，但他們可能因為輕視相對人數少許多的亞該亞軍，而疏於緊戒。這讓亞該亞軍隊成功發起一場夜襲，對羅馬前衛營地造成不少的損失，也很大提振亞該亞軍的士氣。穆米烏斯隨後親自出擊，擊退正在追擊的亞該亞部隊並將他們趕回亞該亞軍營地。
在首戰得利的鼓舞下，亞該亞軍於隔天發起野戰。在交戰過程中，亞該亞軍步兵與優勢的羅馬軍團兵抗衡，但亞該亞騎兵在數量遠遠不敵羅馬軍，當對方騎兵一加速準備發起衝鋒，儘管尚未接戰亞該亞的騎兵就快速逃散。而亞該亞步兵儘管在人數上也屬劣勢，但仍舊抵擋住羅馬軍團的進攻，直到一支1,000名羅馬精銳部隊對亞該亞軍側翼發起進攻，在夾擊下破壞了整個亞該亞軍戰線。戰敗的亞該亞士兵失序地逃入城內，但逃入城內的敗兵也無法有效組織起來守衛科林斯城，主要是因為亞該亞統帥迪亞厄斯並沒有入城，他反而直接逃回家鄉阿卡迪亞迈加洛波利斯，在那裏自殺。

## 洗劫科林斯
倖存的亞該亞士兵因為統帥逃亡而士氣低落，他們與大多數科林斯人逃離了城市，然而羅馬軍因為害怕遭受突襲，遲遲不敢進城，直到戰後3天後才開始行動。一當羅馬軍隊進入城中，士兵們便殺了所有城內的男人，並把婦女和孩童貶為奴隸。接著他們把整座城市徹底洗劫一空並完全摧毀，得勝的羅馬士兵把城內的財富和藝術品都視為戰利品來掠奪。根據古希臘波利比烏斯的說法，穆米烏斯無法抵抗他周圍羅馬要人施加的壓力。古羅馬歷史學家李維則是說穆米烏斯沒有為自己掠奪任何戰利品，李維還稱讚他很正直。
波利比烏斯還記載當時的羅馬士兵相當粗魯低俗，他們到處破壞藝術品或並以此互相取樂，然而他們卻對菲洛皮門的雕像抱持尊重，不僅是因為菲洛皮門的名聲，也是因為他是羅馬在希臘第一個盟友。穆米烏斯顯現出對藝術極為無知，在將無價的雕像與繪畫運往義大利時他警告承包商如果藝術品弄丟了，就必須用其他新的來替補。這場浩劫如同前212年敘拉古圍城戰那樣，科林斯城被洗劫一空，許多希臘藝術品流入羅馬世界，讓羅馬人進一步受到希臘文化的影響，為後來的希臘-羅馬世界的發展鋪平了道路。

## 戰後
戰後，科林斯城的命運與同年的迦太基城命運一樣，都被夷平，也標誌著羅馬對希臘的政策將與以前溫和的政策大相徑庭。這場戰役讓亞該亞同盟放棄了抵抗，希臘各邦也臣服於羅馬的統治之下，直到六十多年後的第一次米特里達梯戰爭時再度反抗羅馬。亞該亞同盟被解散，希臘各區域被歸入羅馬新成立的馬其頓行省內，由羅馬直接統治，儘管有一些城市被允許自治。科林斯城直到一個世紀後都無法復原過來，儘管一些考古證據說明往後還有一些少量居民存在，但直到前44年尤利烏斯·凱撒在被刺殺之前，曾宣布重建這座城市作為「羅馬殖民的科林斯城」（Colonia Laus Iulia Corinthiensis），這座城市才開始恢復過往的繁榮。

## 後世影響

### 藝術

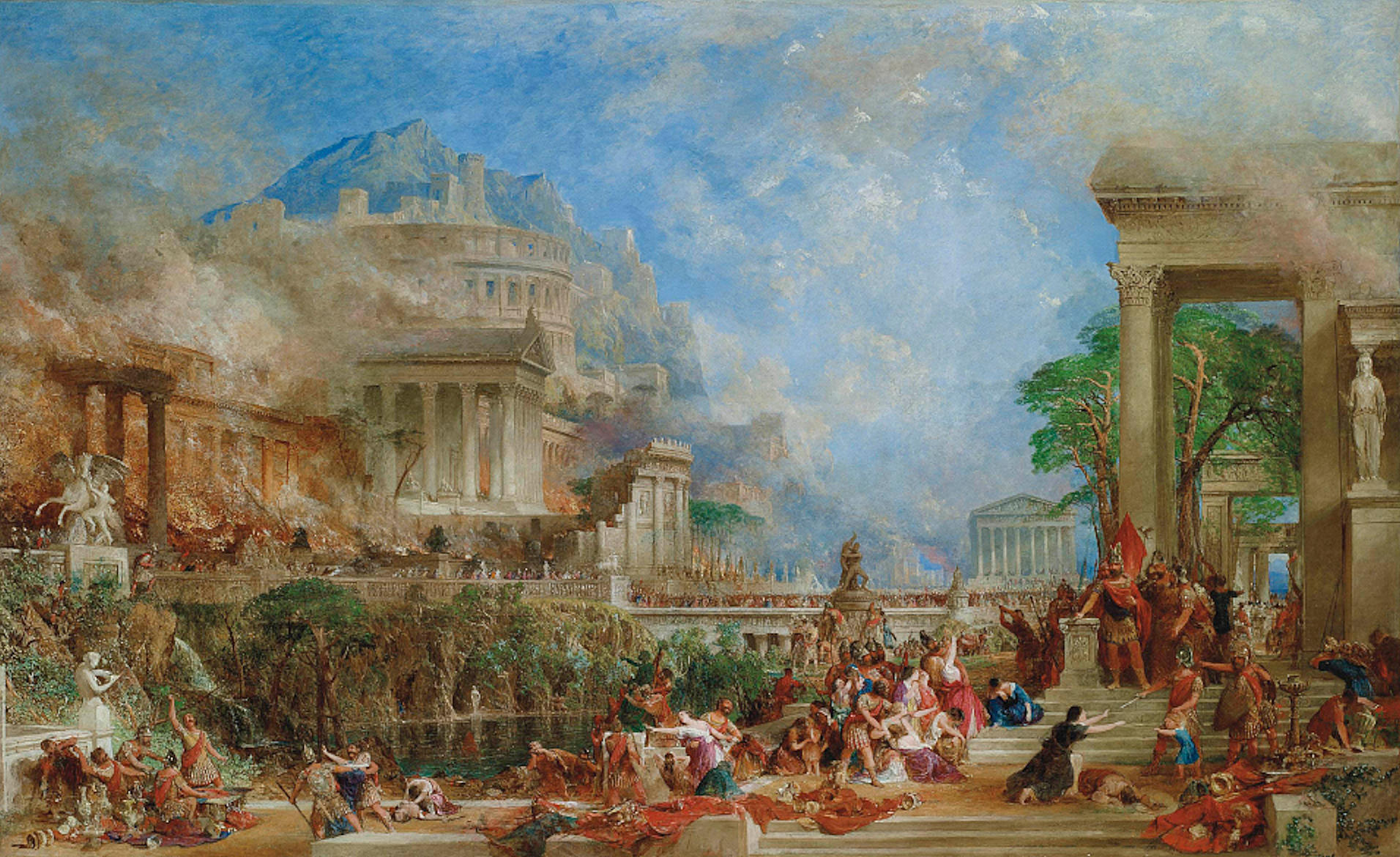
《科林斯的淪陷》，由湯瑪斯·艾龍姆所繪
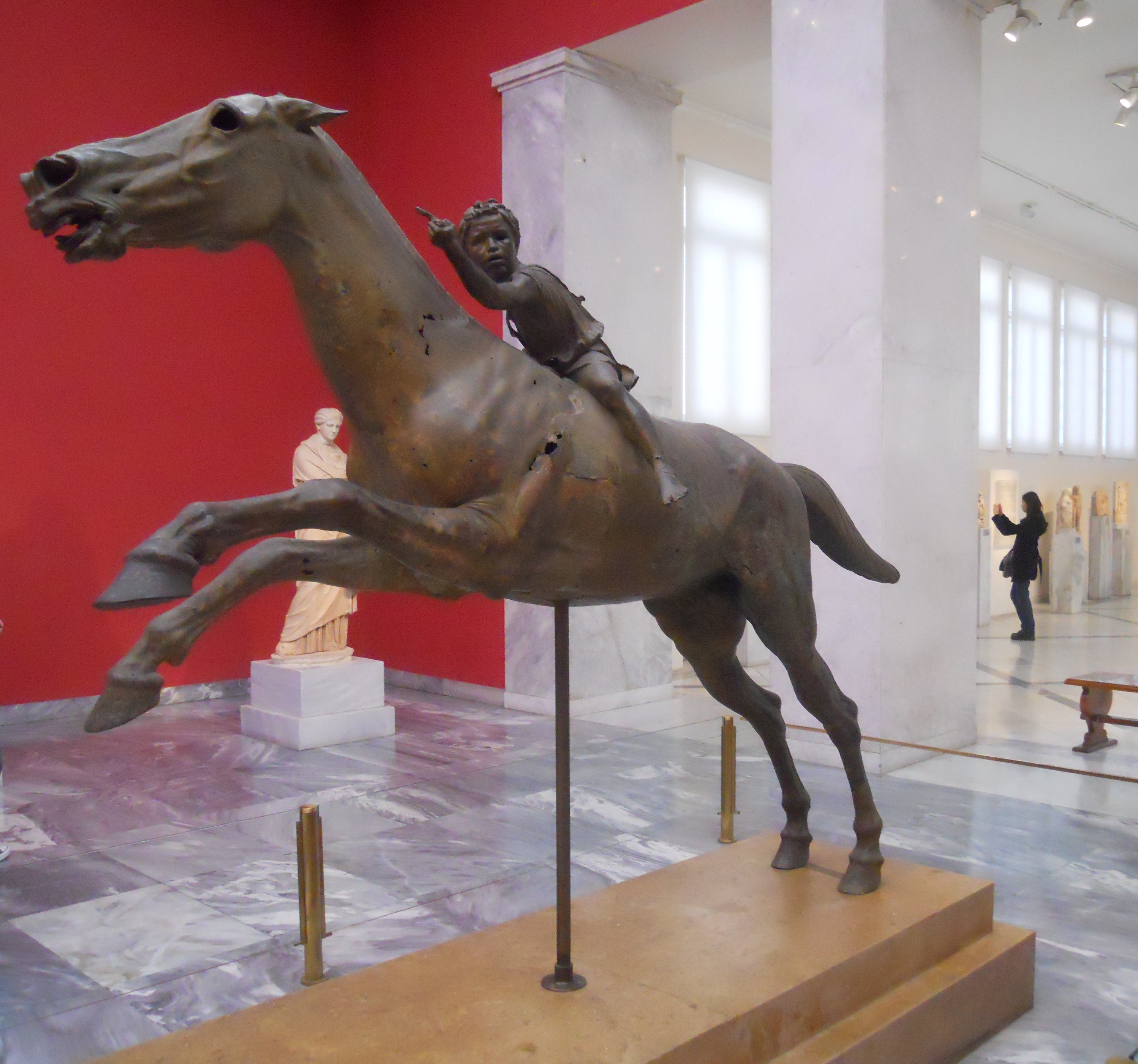
《阿爾特米西昂的小騎師》（Jockey of Artemision），可能是穆米烏斯洗劫科林斯城時掠奪的銅像
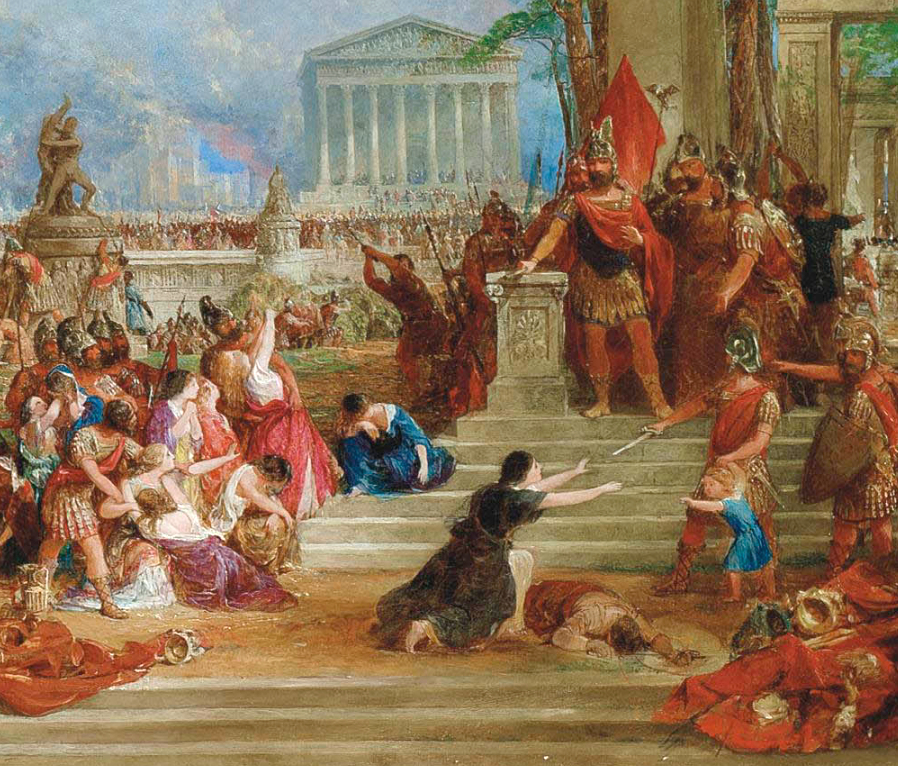
《科林斯的淪陷》局部，圖中是羅馬將領盧基烏斯·穆米烏斯的畫像，該幅畫作由湯瑪斯·艾龍姆所繪
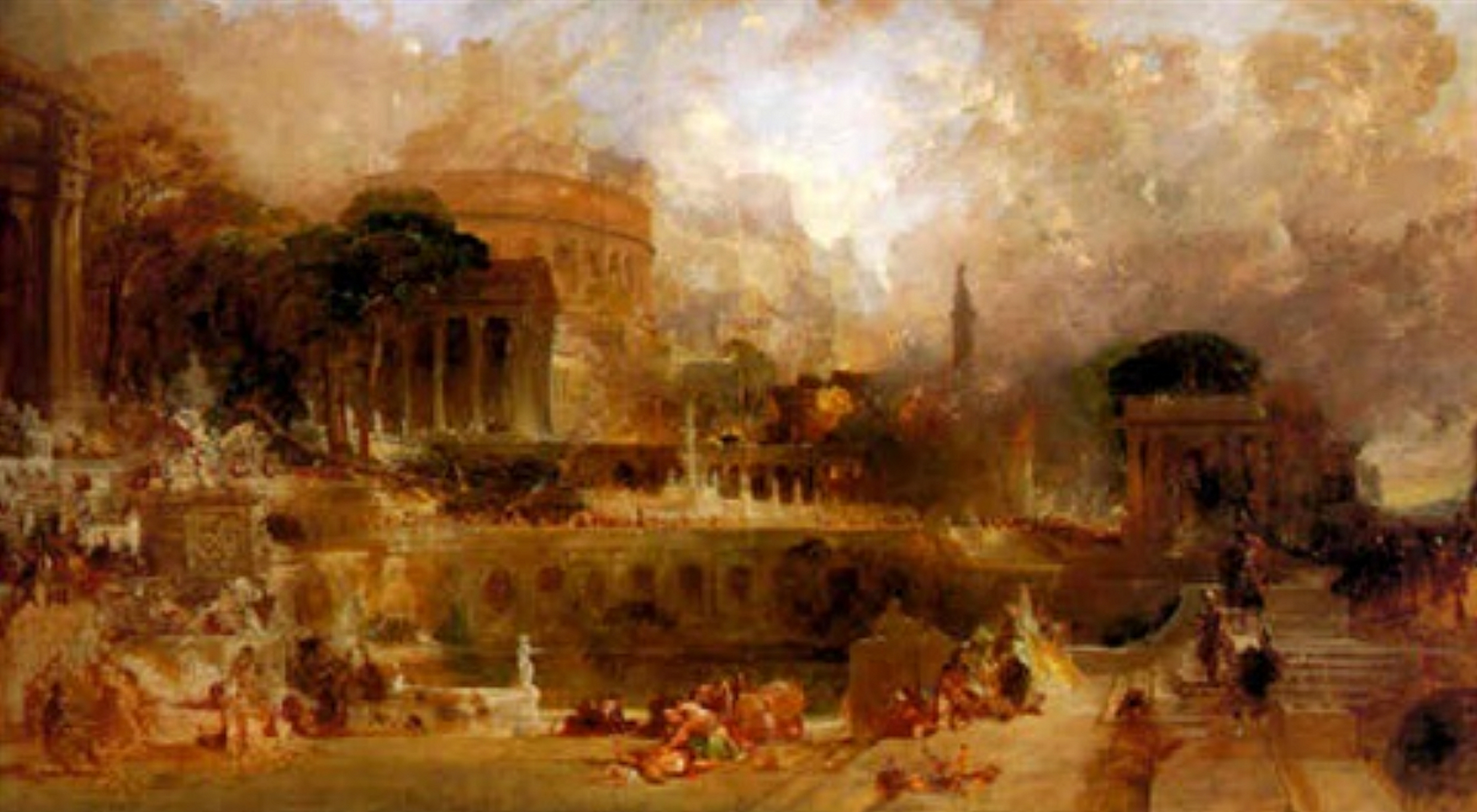
《科林斯的毀滅》，由湯瑪斯·艾龍姆所繪
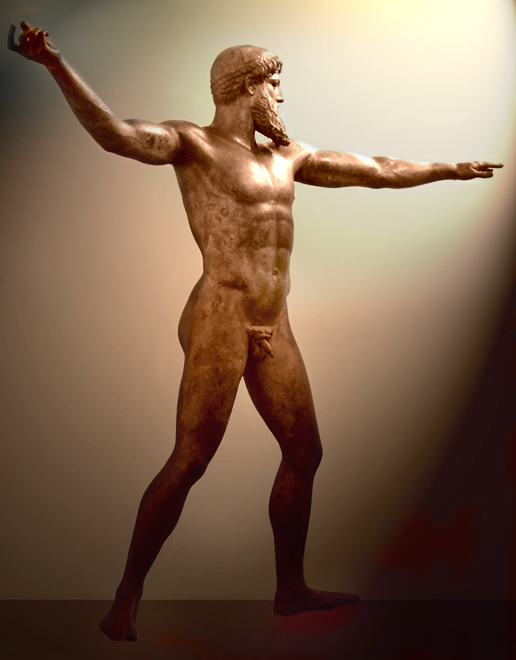
《阿爾特米西昂青銅像》，另一個可能從科林斯城掠奪的銅像

### 影視
- 科林斯戰役是1961年電影《百夫長》的中心事件。

## 註腳
1. ↑  波利比乌斯《历史》38.12-14
2. ↑  卡西烏斯·狄奧 XXI.72
3. ↑  波利比烏斯 38.9
4. ↑  Gruen 1976，第69頁.
5. ↑  Gruen 1976，第66頁.
6. 1 2 3  狄奧, XXI.72
7. ↑  波利比烏斯, 39.8
8. ↑  Gruen 1976，第67頁.
9. 1 2 3 4 5  保薩尼亞斯, 7.16
10. ↑  Chisholm 1911.
11. ↑  Dillon & Garland 2005，第267頁.
12. ↑  李維, Periochae 52.6
13. ↑  波利比烏斯，39.13.
14. ↑  波利比烏斯，39.14.
15. ↑  維萊伊烏斯·帕特爾庫魯斯, 1.13
16. ↑  Henrichs 1995，第254-255頁.

### 古代文獻
- 卡西乌斯·狄奥, 《羅馬史》, Book 21
- 維萊伊烏斯·帕特爾庫魯斯, 《羅馬史》', Book I
- 李維, 《自建城以來》, Book XLV （页面存档备份，存于） and Periochae 46-50 （页面存档备份，存于）
- 波利比烏斯, 《歷史》, Books 38 and 39 （页面存档备份，存于）
- 保萨尼亚斯, Description of Greece, Book 7 （页面存档备份，存于）

### 現代文獻
- Gruen, Erich S. . The Journal of Hellenic Studies. 1976, 96: 46–69. JSTOR 631223. doi:10.2307/631223.
- Henrichs, Albert. . Harvard Studies in Classical Philology. 1995, 97: 243–261. JSTOR 311309. doi:10.2307/311309.
- Dillon, Matthew; Garland, Lynda. . Taylor & Francis. 2005: 267–. ISBN 978-0-415-22458-1.
- 本条目包含来自公有领域出版物的文本: Chisholm, Hugh (编). .  18 (第11版). London: Cambridge University Press: 966–967. 1911.